# Hibridación del carbono
La hibridación del carbono consiste en un reacomodo de electrones del mismo nivel de energía al orbital del último nivel de energía. Los orbitales híbridos explican la forma en que se disponen los electrones en la formación de los enlaces, dentro de la teoría del enlace de valencia, compuesta por nitrógeno líquido que hace compartirlas con cualquier otro elemento químico ya sea un alcano o comburente.

## Características
El carbono se encuentra ubicado en el grupo IV A,  tiene un número atómico 6 y número de masa 12;  en su núcleo tiene 6 protones y 6 neutrones   y está rodeado por 6 electrones, distribuidos en dos niveles: dos en 1s, dos en 2s y dos en 2p. Los orbitales del nivel dos adquieren una conformación llamada hibridación, donde se acomodan los 4 electrones del segundo nivel en un orbital híbrido llamado sp.
El carbono tiene la capacidad de compartir cuatro electrones de valencia y formar cuatro enlaces covalentes fuertes; además, los átomos de carbono se pueden unir entre ellos y formar largas cadenas y anillos. Pero a diferencia de todos los demás elementos, el carbono puede formar una gran variedad de compuestos,  ya sean desde los más sencillos, hasta los más complejos, por ejemplo:  desde el metano, con un átomo de carbono, hasta el ácido desoxirribonucleico (ADN), que contiene más de 100 centenas de millones de carbonos.

## Estado basal y estado de excitado
Primero hay que definir en que consiste el estado basal y el estado excitado: 
Un átomo en estado excitado es aquel en el cual uno de sus electrones ha sido promocionado a un nivel energético superior. 
Mientras que el estado basal o estado fundamental, es el estado de menor energía en el que un átomo, molécula o grupo de átomos se puede encontrar sin absorber ni emitir energía, en pocas palabras en su estado más puro. 
Su configuración electrónica en su estado natural es: 
- 1s² 2s² 2p².

Su configuración electrónica en estado excitado es: 
- 1s² 2s¹ 2px¹ 2py¹ 2pz¹.

En la naturaleza este tipo de átomos distribuyen sus electrones.

## Hibridación
La hibridación es una ley que se aplica en química, la cual nos permite demostrar la geometría y propiedades de algunas moléculas que en la teoría de enlace-valencia no se pueden demostrar. La hibridación consiste en atribuir la composición de orbitales atómicos puros de un mismo átomo para obtener orbitales atómicos híbridos. De acuerdo con la teoría de máxima repulsión del enlace de valencia, los pares electrónicos y los electrones solitarios alrededor del núcleo de un átomo, se repelen formando un ángulo lo más grande posible. En estos compuestos se ha visto que normalmente son próximos a 109°, 120° y 180°.  Para que pueda llevarse a cabo la hibridación el átomo de carbono tiene que pasar de su estado basal a uno activado cuando se aplica energía. Existen diversos tipos de hibridación que involucran orbitales atómicos s, p y d de un mismo átomo.

## Hibridación sp³ (enlace simple)

Cuatro orbitales sp³.

La hibridación sp³ se define como la unión de un orbital s con tres orbitales p (px, py y pz) para formar cuatro orbitales híbridos sp3  con un electrón cada uno. 
Los orbitales atómicos S y P pueden formar tres tipos de hibridación, esto depende del número de orbitales que se combinen. Entonces, si se combina un orbital atómico s puro con tres orbitales p puros, se obtienen cuatro orbitales híbridos sp3 con un ángulo máximo de separación aproximado de 109.5º, esto es una de las características de los alcanos. 
A cada uno de estos nuevos orbitales se los denomina sp³, porque tienen un 25% de carácter S y 75% de carácter P. Esta nueva configuración se llama átomo de carbono híbrido, y al proceso de transformación se llama hibridación.
De esta manera cada uno de los cuatro orbitales híbridos sp³ del carbono puede enlazarse a otro átomo, es decir que el carbono podrá enlazarse a otros 4 átomos, así se explica la tetravalencia del átomo de carbono.
Debido a su condición híbrida, y por disponer de 4 electrones de valencia para formar enlaces covalentes sencillos, pueden formar entre sí cadenas con una variedad ilimitada entre ellas: cadenas lineales, ramificadas, anillos, etc. A los enlaces sencillos –C-C– se los conoce como enlaces sigma.
Todo esto recurre a la disposición de mezclarse un átomo con otro.

## Hibridación sp² (enlace doble C=C)

Configuración de los orbitales sp².

Es la combinación de un orbital s con dos orbitales p (px y py) para formar tres orbitales híbridos sp2. Los orbitales híbridos sp2 forman un triángulo equilátero .
Los átomos de carbono también pueden formar entre sí enlaces llamados insaturaciones:
- Dobles: donde la hibridación ocurre entre el orbital 2s y dos orbitales 2p, quedando un orbital p sin hibridar, se producirán 3 orbitales sp². A esta nueva estructura se la representa como un octeto de Johnson 2p6 y octavalente 2p¹.
Al formarse el enlace doble entre dos átomos, cada uno orienta sus tres orbitales híbridos en un ángulo de 120°, como si los dirigieran hacia los vértices de un triángulo equilátero. El orbital no hibridado p queda perpendicular al plano de los 3 orbitales sp².

## Hibridación sp (enlace triple)
La formación de estos enlaces es el resultado de la unión de un orbital atómico s con un orbital p puro (px), esto permite formar dos orbitales híbridos sp con un electrón cada uno y una máxima repulsión entre ellos de 180°, permaneciendo dos orbitales p puros con un electrón cada uno sin hibridar.
Los orbitales híbridos sp forman una figura lineal. La hibridación sp se presenta en los átomos de carbono con una triple ligadura o mejor conocido con un triple enlace carbono-carbono en la familia de los alquinos.
El enlace triple es aún más fuerte que el enlace doble, y la distancia entre C-C es menor en comparación a las distancias de las otras hibridaciones.

## Conclusión
La unión entre átomos de carbono da origen a tres geometrías dependiendo de su enlace:
- Hibridación sp³: Tetraédrica. -> 109,5° Entre orbitales
- Hibridación sp²: Trigonal plana. -> 120° Entre orbitales
- Hibridación sp: Lineal. -> 180° Entre orbitales

También da origen a tres enlaces distintos dependiendo de la hibridación:
- Hibridación sp³: 4 enlaces -> Simples
- Hibridación sp²: 3 enlaces -> Dobles
- Hibridación sp: 2 enlaces -> Triples

A su vez intervienen los enlaces gamma. Esto forma cadenas lineales simples dobles y triple lo cual existe ramificadas.